# 紧急下潜
紧急下潜是潜艇的一种机动动作，要求艇只尽可能快地潜入水中以规避袭击。随着核动力潜艇的出现，从水面紧急下潜以规避袭击的做法在很大程度上已经过时了，因为前者通常都在水下行动。尽管如此，紧急下潜仍然是一种避免碰撞的标准机动。
柴油动力潜艇的紧急下潜需要船员间的精心协调。在第二次世界大战期间的德国U艇上，当艇长或瞭望手发出（警报！）的命令后，身处司令塔的军官会拉响警报铃，紧急下潜就此启动。所有船员将立即停止手中的工作，前往各自的潜浮战位。当瞭望手返回甲板下方并锁闭上层甲板舱口后，艇长或轮机长就会大声宣令:（注满水箱）。随着艏升降舵处于最大俯角，船员们会向前压载舱注水。通常情况下，所有可用的船员都尽可能地在艇内向前舱移动(“水平位势编制”)。这种额外的重量会使潜艇产生一个俯首的角度，因此它的冲力有助于将其拉到水面以下。几秒钟后，船员们再把后压载舱灌满，以防止俯首的角度把艇艉抬出水面。整套紧急下潜程序大致上是由轮机长进行协调。
舱口和进气口在降至水面以下之前必须关闭。在此之前，柴油发动机也必须停机，否则它们将在几秒钟内将空气从艇内吸出。在采用直驱式机构的潜艇上，船员会将柴油发动机与螺旋桨轴分离，转而使用电动机推进。电动机高速运转以保持前进的动力。一旦所有舱口和进气口都关闭，水平舵（如同飞机的控制舵面）就会把潜艇拉到水面以下，并在所需的深度（通常在70到90米之间）将其调平。在一艘二战时期的潜艇上，对于训练有素的船员而言，整个机动只需30秒。相比之下，一艘俄亥俄级弹道导弹潜艇可能需要长达5分钟才能从水面到达潜望深度。然而，如果需要，它也能够更快地完成；更小、更灵活的攻击型潜艇可以非常迅速地下潜。紧急下潜对于导弹潜艇无关紧要，因为它可以在水下长时间停留，而且在任何类型的敌方部队范围内都不会在水面上巡航。二战时期的潜艇（技术上是一种潜水器，因为它只能在有限的时间内潜水）在设计上要求将大部分时间花在水面上，因此需要能够在发现敌人时通过下潜“逃脱”。
在极端紧急情况下，潜艇必须迅速俯冲，以致于只能将瞭望员留在甲板上。例如U-68号在航空炸弹的袭击中紧急下潜时，4名瞭望手便被留在了顶部，其中仅1人幸存。二战期间，美国潜艇指挥官霍华德·W·吉尔摩在受伤且无法离开鲈鱼号艇桥的情况下仍下令紧急下潜（"Take her down!"），阵亡后获追授荣誉勋章。